# Malicieuse Kiki
Malicieuse Kiki (エスパー魔美, Esper Mami) est une série télévisée japonaise en 119 épisodes de 24 minutes, créée par Fujiko F. Fujio et diffusée entre le 7 avril 1987 et le 26 octobre 1989 sur TV Asahi. Il s'agit à l'origine d'un manga en neuf volumes édités en 1977 et 1982 écrit par le duo Fujiko Fujio.
Cette série visait principalement les jeunes garçons.
En France, la série a été diffusée à partir du 17 septembre 1990 sur La Cinq dans l'émission Youpi ! L'école est finie.
En Belgique, la série animée a été diffusée vers 1996 sur Club RTL.

## Synopsis
Cet anime raconte l'histoire de Mami (Kiki en VF), une jeune fille de Tokyo de quatorze ans qui s'aperçoit qu'elle a des pouvoirs extra-sensoriels : télépathie et psychokinésie entre autres, dont elle va se servir pour aider des gens ordinaires en difficulté. Accompagnée de son tanuki, Ratinou, et de son meilleur ami, Théophile, elle connaît des aventures qui, sur un ton léger, traitent des problèmes de société au Japon comme le suicide ou l'écologie.

## Voix françaises
- Sophie Arthuys : Kiki
- Jean-Loup Horwitz : Théo
- Henri Lambert : le père de Kiki
- Colette Venhard puis Sophie Deschaumes : la mère de Kiki
- Éric Chevalier : Gontrand
- Nathalie Regnier : Sophie
- Bruno Raina : Nicolas

## Épisodes
1. Bonjour Kiki
2. Développe tes pouvoirs
3. Les études avant tout
4. Amitié en péril
5. Quelqu'un quelque part
6. L'exposition a du succès
7. Un OVNI
8. Quinze millions, trois heures
9. Le tremblement de terre
10. Le pique-nique
11. Kidnapping
12. Kiki veut tout faire
13. Le modèle
14. D'étranges cartes postales
15. L'examen de Théophile
16. Les pouvoirs de Kiki
17. L'appel des profondeurs
18. Les chiens d'été
19. Le faucon noir
20. L'œil de l'espion
21. La voix inhumaine
22. Le Kamaitachi
23. Plan sur la comète
24. Un mauvais présage
25. Coup de barre
26. La diva
27. Le magicien d'Oz
28. On ne se moque pas de Ratinou
29. Kiki super star
30. L'ami d'enfance
31. Baby sitting
32. Objectif : Kiki
33. La réconciliation
34. Vagabond étrange
35. Un témoin gênant
36. Au feu
37. Kiki fait un cadeau
38. Retrouvailles
39. Vacances à la neige
40. Kiki contre Jo l'étrangleur
41. Le refuge de la forêt
42. Le clown
43. Le faux documentaire
44. La Saint-Valentin
45. La dernière page
46. Tombe la neige
47. Une championne à Wimbledon
48. La chasse au trésor
49. L'enlèvement
50. Ratinou renard des neiges
51. Le respect des conserves
52. Portrait d'un timide
53. Bon appétit !
54. Le café montagnard
55. Dernière volonté
56. Sur les ailes du chant
57. Les Néo-Samouraï
58. Les Néo-Samouraï
59. Un train pour le rêve
60. Les chats de la voisine
61. Journal intime
62. À propos de serpent
63. Le marathon de l'espoir
64. Après la pluie, le beau temps
65. Les graines du passé
66. Joyeux anniversaire
67. Un cheveu dans la soupe
68. Journée à la plage
69. L'art d'être chef
70. Le retour de Red
71. Tu gagnes ou tu perds
72. Contrefaçon
73. Les amis du cosmos
74. Les malheurs de Charlie
75. Comment devenir une star
76. Souvenir d'enfance
77. Un message du ciel
78. Nanette grandit
79. Le jumeau de Ratinou
80. Baby sitting
81. Souvenirs de guerre
82. Le vrai tableau
83. La mémoire engloutie
84. Un Père-Noël peut en cacher un autre
85. Une vieille dame très originale
86. Le champion de boxe
87. Théophile est un vrai héros
88. Kiki reporter
89. La collection d'armes
90. Kuiyama est persévérant
91. Tout ça, c'est du cinéma
92. Cinq poupées sous un pêcher de fleurs
93. Ma voiture bien-aimée
94. Un critique trop critique
95. Que c'est dur de gagner une élection
96. L'aigle des mers
97. La bicyclette du bonheur
98. Transfert de pouvoir
99. Je serai un loup
100. Le champion
101. Quand on est amoureux de Kiki
102. Le dragon des chutes
103. Superstition
104. Télékinésie
105. Le boom publicitaire
106. Faux escroc vraie magie
107. L'île aux fantômes
108. Le déménagement
109. La fresque
110. La maison hantée
111. L'arbre ami
112. L'arbre aux lucioles
113. Le rêve bafoué
114. Quand l'estomac s'en mêle
115. Le vieil homme et la mer
116. Le dernier match
117. L'amour dans une balle
118. Le cauchemar de Kiki
119. Rien n'est plus comme avant

## Commentaires
Créée par l'auteur de Doraemon, cette série a fait couler beaucoup d'encre en France et a été censurée car la jeune fille posait nue pour son père, peintre de formation, pour gagner de l'argent de poche.